# 新加坡国庆群众大会
国庆群众大会（英語：Singapore National Day Rally）是新加坡总理自1966年以来每年8月9日国庆日后的第一个或第二个星期日向全国发表的年度演说。總理每年都會利用這場集會就國家面臨的主要挑戰發表講話、宣布國家的重大政策變化、並談論經濟、未來計劃和過往成就等重要課題。

## 歷史
大會始於1966年，原是總理和社區領袖之間的“私人會議”。僅在兩週後，政府就向媒體發布了演講詞。直到1971年，李光耀總理才決定“在最後一刻”將演講通過電視轉播，大會此後每年都以現場直播的方式舉辦。
1966年的第一場大會於國慶日前夕舉行。自1967年以來，大會改為在國慶日後約一两周內舉行。
大會於1966年至1983年在舊國家劇場舉行。隨著劇場於1984年關閉並拆除，大會在新加坡大會堂舉行了兩年，然後從1986年至2000年轉移到嘉龍劇院。2001年，大會轉移到新加坡國立大學的國大文化中心。自2013年起，李顯龍總理開始在工藝教育中區學院舉辦大會。

### 1966年國慶群眾大會
1966年8月8日，第一次國慶群眾大會在國家劇場舉行。在這場閉門會議上，李光耀告訴各社區領袖，“每年，在這8月9日，未來很多年——我不知道有多少——我們都將重新致力於鞏固自己以生存；而且，最重要的是，為我們已經建立的以及我們的先賢將要建立的一切找到一個持久的未來。”

### 1971年國慶群眾大會
1971年的群眾大會首次進行電視直播，這是由時任總理李光耀在「最後一刻」作出的決定。自此之後，群眾大會便成為「政治日曆上的固定節目」。
李光耀在這場「謹慎樂觀」的演說中即席發言，並表示：「你們做得很好——六年來的表現極為出色，克服萬難，取得了輝煌成就，以至於人人都說：『當然啦，大家都知道新加坡是一個天賦優厚的地方……只是自然而然的結果罷了。』其實不是的，你知道嗎？這是我們一手打造出來的……」

### 1981年國慶群眾大會
1981年是內閣部長首次發表演說的一屆群眾大會。

### 1991年國慶群眾大會
1991年，吳作棟在國慶群眾大會上發表首場演講。他“以一種自嘲的幽默口吻說話，預示著一種新的、更溫和的治理風格”，他強調說，“我不會效仿（李光耀）的做法。我要走自己的路。”

### 2004年國慶群眾大會
2004年，李顯龍在國慶群眾大會上首次發表講話。他並沒有發表一場“謹慎的講話”，而是“屠殺了幾頭聖牛，讓許多人感到驚訝”。他推動了一項新的“少教多學”的教育政策，為公務員引入了五天工作制，並且最具爭議的是，提出了在新加坡開設賭場的想法。李光耀曾在1970年指出只要他活著，新加坡就別想開設賭場，李光耀後來改變了主意。

### 2005年國慶群眾大會
2005年，李顯龍採用了現今的形式，即先在下午6點45分發表他的馬來文和中文演講，晚上7點30分休息，然後在晚上8點00分開始他的英文演講。在2005年之前，大會是從晚上8點開始的連續演講。

### 2020年國慶群眾大會
因爆發2019冠状病毒疾病大流行，2020年的群眾大會沒有舉行。李顯龍改為於9月2日在國會發表演講。

### 2022年國慶群眾大會
2022年群眾大會于2022年8月21日举行，时隔三年重返工藝教育中區學院。在他的演講中，李顯龍宣布將為幫助抗擊 COVID-19 大流行的前線人員頒發特別獎項，即“應對冠病堅韌獎章（英語：COVID-19 Resilience Medal）”和其他紀念 COVID-19 特殊情況的國家獎項。他也宣布除公共交通和醫療機構以外的大多數地區即將放寬室內強制佩戴口罩的規定。李顯龍還宣布即將廢除《刑事法典》第377A節條文，同時在憲法中闡明國會保護婚姻的定義免受未來法律挑戰的權利。現有的媒體標準政策——尤其是電影和廣告、教育、公共住房和收養規則方面的政策將保持不變。總理宣布的其他政策包括未來吸引人才到新加坡的計劃，以及新加坡基礎設施的改進。這些基礎設施包括將以自動化和數字化方式運行的大士港和將繼續採取措施提高大流行期間的複原力，並使建築更加環保的樟宜機場第五航站樓；政府也將在當前的巴耶利峇空軍基地地區建造15萬套住房，他也介紹了市區重建局「長期規劃檢討（英語：Long Term Plan Review）」當中的一些未來計劃。

### 2023年國慶群眾大會
2023年群眾大會於2023年8月20日在工藝教育學院總部和工藝教育中區學院舉行。2023年的國慶群眾大會是李顯龍總理的最後一次大會演說，他隨後於2024年5月15日將總理職務移交給黃循財。在演說中，李顯龍宣布推出針對 50歲至60多歲（1973年或之前出生的「壯齡人士」）的「前進配套」（英語：Majulah Package for Young Seniors），包括三項補助：
1. 就业储蓄花红（英語：Earn and Save Bonus）
2. 退休储蓄花红（英語：Retirement Saving Bonus）
3. 保健储蓄花红（英語：MediSave Bonus）

他談到人口老齡化課題，並指出政府將通過「樂齡易計劃」（英語：EASE Programme）讓住房更適合長者，同時升級基礎設施、興建更多庇護設施與輔助生活設施，作為全國新計劃「樂齡SG」（英語：Age Well SG）的一部分，以配合「健康SG」（英語：Healthier SG）倡議。李顯龍亦宣布新的組屋購買框架，將組屋劃分為「標準（Standard）」、「优选（Plus）」與「黄金（Prime）」三類地段。新框架下，單身人士可購買三類地段中的新建兩房式組屋。在演說結尾，他提及近期的人民行動黨醜聞，包括部長易華仁正接受調查，以及前國會議長陳川仁與國會議員鍾麗慧的婚外情事件。他強調，這些事件並未影響領導層交接計劃，交棒工作依舊按原定步驟推進。

### 2024年國慶群眾大會
2024年國慶群眾大會於2024年8月18日在工藝教育中區學院舉行，由總理黃循財發表講話。這是黃循財於2024年5月接替李顯龍出任總理後的首次國慶群眾大會。在演講中，黃循財宣布了多項重要政策舉措，包括新加坡首個失業支援計劃、高才教育课程的改革、擴大共用产假的權益，以及對建屋發展局預購組屋（BTO）申請者提供更多支持——包括提高單身人士的優先權，並向低收入家庭提供額外房屋補助金。此外，黃循財還闡述了新加坡體育城的未來發展規劃，將興建一座可容納1萬8000人的室內體育館，打造行人友善道路與社區大道，並整合體育設施——其中包括將新加坡體育學校與國家運動員訓練中心合併。

### 2025年國慶群眾大會
2025年國慶群眾大會於2025年8月17日在工藝教育中區學院舉行，由總理黃循財發表講話。

## 形式

### 播送
| 平台/語言 | 英語 英語配音                           | 中文 中文配音                         | 馬來語 馬來語配音 | 泰米爾語配音 |
| --------- | --------------------------------------- | ------------------------------------- | ----------------- | ------------ |
| 電視      | 5频道 亞洲新聞台（晚上8時 - 10時）      | 8频道 U频道                           | 朝陽頻道          | 春天頻道     |
| 電台      | CNA938                                  | 958城市频道                           | Warna 94.2FM      | Oli 96.8FM   |
| 線上      | CNA Live （页面存档备份，存于） meWATCH | meWATCH (中文) （页面存档备份，存于） | -                 | -            |

## 大會列表
| 年次 | 日期                           | 地點                           | 講者                           | 全文記錄 |
| ---- | ------------------------------ | ------------------------------ | ------------------------------ | --- |
| 1966 | 1966年8月8日（星期一）         | 國家劇場                       | 李光耀                         | |
| 1967 | 1967年8月16日（星期三）        | 國家劇場                       | 李光耀                         | |
| 1968 | 1968年8月16日（星期五）        | 國家劇場                       | 李光耀                         | |
| 1969 | 1969年8月16日（星期六）        | 國家劇場                       | 李光耀                         | |
| 1970 | 1970年8月16日（星期日）        | 國家劇場                       | 李光耀                         | |
| 1971 | 1971年8月15日（星期日）        | 國家劇場                       | 李光耀                         | |
| 1972 | 1972年8月13日（星期日）        | 國家劇場                       | 李光耀                         | |
| 1973 | 1973年8月26日（星期日）        | 國家劇場                       | 李光耀                         | |
| 1974 | 1974年8月18日（星期日）        | 國家劇場                       | 李光耀                         | |
| 1975 | 1975年8月17日（星期日）        | 國家劇場                       | 李光耀                         | |
| 1976 | 1976年8月15日（星期日）        | 國家劇場                       | 李光耀                         | |
| 1977 | 1977年8月14日（星期日）        | 國家劇場                       | 李光耀                         | |
| 1978 | 1978年8月13日（星期日）        | 國家劇場                       | 李光耀                         | |
| 1979 | 1979年8月19日（星期日）        | 國家劇場                       | 李光耀                         | |
| 1980 | 1980年8月17日（星期日）        | 國家劇場                       | 李光耀                         | |
| 1981 | 1981年8月16日（星期日）        | 國家劇場                       | 李光耀                         | |
| 1982 | 1982年8月15日（星期日）        | 國家劇場                       | 李光耀                         | |
| 1983 | 1983年8月14日（星期日）        | 國家劇場                       | 李光耀                         | |
| 1984 | 1984年8月19日（星期日）        | 新加坡大會堂                   | 李光耀                         | |
| 1985 | 1985年8月18日（星期日）        | 新加坡大會堂                   | 李光耀                         | |
| 1986 | 1986年8月17日（星期日）        | 嘉龍劇院                       | 李光耀                         | |
| 1987 | 1987年8月16日（星期日）        | 嘉龍劇院                       | 李光耀                         | |
| 1988 | 1988年8月14日（星期日）        | 嘉龍劇院                       | 李光耀                         | |
| 1989 | 1989年8月20日（星期日）        | 嘉龍劇院                       | 李光耀                         | |
| 1990 | 1990年8月26日（星期日）        | 嘉龍劇院                       | 李光耀                         | |
| 1991 | 1991年8月11日（星期日）        | 嘉龍劇院                       | 吳作棟                         | 英语 （页面存档备份，存于） |
| 1992 | 1992年8月16日（星期日）        | 嘉龍劇院                       | 吳作棟                         | 英语 （页面存档备份，存于） |
| 1993 | 1993年8月15日（星期日）        | 嘉龍劇院                       | 吳作棟                         | 英语 （页面存档备份，存于） |
| 1994 | 1994年8月21日（星期日）        | 嘉龍劇院                       | 吳作棟                         | 英语 （页面存档备份，存于） |
| 1995 | 1995年8月20日（星期日）        | 嘉龍劇院                       | 吳作棟                         | 英语 （页面存档备份，存于） |
| 1996 | 1996年8月18日（星期日）        | 嘉龍劇院                       | 吳作棟                         | 英语 （页面存档备份，存于） |
| 1997 | 1997年8月24日（星期日）        | 嘉龍劇院                       | 吳作棟                         | 英语 （页面存档备份，存于） |
| 1998 | 1998年8月23日（星期日）        | 嘉龍劇院                       | 吳作棟                         | 英语 （页面存档备份，存于） |
| 1999 | 1999年8月22日（星期日）        | 嘉龍劇院                       | 吳作棟                         | 英语 （页面存档备份，存于） |
| 2000 | 2000年8月20日（星期日）        | 嘉龍劇院                       | 吳作棟                         | 英语 （页面存档备份，存于） |
| 2001 | 2001年8月19日（星期日）        | 國大文化中心                   | 吳作棟                         | 英语 （页面存档备份，存于） |
| 2002 | 2002年8月18日（星期日）        | 國大文化中心                   | 吳作棟                         | 英语 （页面存档备份，存于） |
| 2003 | 2003年8月17日（星期日）        | 國大文化中心                   | 吳作棟                         | 英语 （页面存档备份，存于） |
| 2004 | 2004年8月22日（星期日）        | 國大文化中心                   | 李顯龍                         | 英语 （页面存档备份，存于） |
| 2005 | 2005年8月21日（星期日）        | 國大文化中心                   | 李顯龍                         | 英语 （页面存档备份，存于） |
| 2006 | 2006年8月20日（星期日）        | 國大文化中心                   | 李顯龍                         | 英语 （页面存档备份，存于） |
| 2007 | 2007年8月19日（星期日）        | 國大文化中心                   | 李顯龍                         | 马来语 （页面存档备份，存于） · 中文 （页面存档备份，存于） · 英语 （页面存档备份，存于）                                            |
| 2008 | 2008年8月17日（星期日）        | 國大文化中心                   | 李顯龍                         | 英语 （页面存档备份，存于） |
| 2009 | 2009年8月16日（星期日）        | 國大文化中心                   | 李顯龍                         | 英语 （页面存档备份，存于） |
| 2010 | 2010年8月29日（星期日）        | 國大文化中心                   | 李顯龍                         | 英语 （页面存档备份，存于） |
| 2011 | 2011年8月14日（星期日）        | 國大文化中心                   | 李顯龍                         | 英语 （页面存档备份，存于） |
| 2012 | 2012年8月26日（星期日）        | 國大文化中心                   | 李顯龍                         | 英语 （页面存档备份，存于） |
| 2013 | 2013年8月18日（星期日）        | 工藝教育中區學院               | 李顯龍                         | 英语 （页面存档备份，存于） |
| 2014 | 2014年8月17日（星期日）        | 工藝教育中區學院               | 李顯龍                         | 马来语 （页面存档备份，存于） · 华语 （页面存档备份，存于） · 英语 （页面存档备份，存于）                                            |
| 2015 | 2015年8月23日（星期日）        | 工藝教育中區學院               | 李顯龍                         | 马来语 （页面存档备份，存于） · 华语 （页面存档备份，存于） · 英语 （页面存档备份，存于）                                            |
| 2016 | 2016年8月21日（星期日）        | 工藝教育中區學院               | 李顯龍                         | 马来语 （页面存档备份，存于） · 华语 （页面存档备份，存于） · 英语 (第1部分 （页面存档备份，存于） · 第2部分 （页面存档备份，存于）) |
| 2017 | 2017年8月20日（星期日）        | 工藝教育中區學院               | 李顯龍                         | 马来语 · 华语 （页面存档备份，存于） · 英语 （页面存档备份，存于）                                                                   |
| 2018 | 2018年8月19日（星期日）        | 工藝教育中區學院               | 李顯龍                         | 马来语 （页面存档备份，存于） · 华语 （页面存档备份，存于） · 英语 （页面存档备份，存于）                                            |
| 2019 | 2019年8月18日（星期日）        | 工藝教育中區學院               | 李顯龍                         | 马来语 （页面存档备份，存于） · 华语 （页面存档备份，存于） · 英语 （页面存档备份，存于）                                            |
| 2020 | 因2019冠状病毒疾病大流行而取消 | 因2019冠状病毒疾病大流行而取消 | 因2019冠状病毒疾病大流行而取消 | 因2019冠状病毒疾病大流行而取消 |
| 2021 | 2021年8月29日（星期日）        | 新傳媒大樓                     | 李顯龍                         | 马来语 （页面存档备份，存于） · 华语 （页面存档备份，存于） · 英语 （页面存档备份，存于）                                            |
| 2022 | 2022年8月21日（星期日）        | 工藝教育中區學院               | 李顯龍                         | 马来语 （页面存档备份，存于） · 华语 （页面存档备份，存于） · 英语 （页面存档备份，存于）                                            |
| 2023 | 2023年8月20日（星期日）        | 工藝教育中區學院               | 李顯龍                         | 马来语 · 华语 · 英语 |
| 2024 | 2024年8月18日（星期日）        | 工藝教育中區學院               | 黃循財                         | 马来语 · 华语 · 英语 |
| 2025 | 2025年8月17日（星期日）        | 工藝教育中區學院               | 黃循財                         | |